# Łany (rejon przemyślański)
Łany (Лани) – wieś na Ukrainie w rejonie lwowskim (do 2020 roku w rejonie przemyślańskim) należącym do obwodu lwowskiego.

## Położenie
Wieś położona nad potokiem Boberka (Боберка, dopływ Dniestru) 5 km na południe od Bóbrki (Бібрка), granicząca od północnego zachodu z wsią Błahodatiwka (Благодатівка, dawniej Ernsdorf, Polanka Bóbrecka), leżąca 4 km na zachód od wsi Sarniki (Серники), 2 km na południowy zachód od wsi Honczarów (Гончарів) i 4 km na północ od wsi Choderkowce (Ходорківці).
Na podstawie Słownika geograficznego Królestwa Polskiego i innych krajów słowiańskich: Łany to wieś w powiecie bóbreckim, 4 km na południe od sądu powiatowego i urzędu pocztowego w Bóbrce. Pod koniec XIX na obszarze gminy Łany znajdowała się kolonia niemiecka Ernsdorf.
W II Rzeczypospolitej w powiecie bóbreckim województwa lwowskiego. W 1944 r. nacjonaliści ukraińscy z OUN-UPA zamordowali tutaj 12 Polaków.

## Ludzie urodzeni we wsi
- Hnat Pałażij (1894–1951) – ukraiński śpiewak w Stanach Zjednoczonych[3]